# Martin Gottlieb Pauli
Martin Gottlieb Pauli (* 11. Januar 1721 in Lauban; † 12. März 1796 in Wittenberg) war ein deutscher Rechtswissenschaftler. 

## Leben
Als Sohn des Bürgermeisters Christoph Pauli geboren, besuchte er das Lyzeum seiner Heimatstadt, hatte sich am 9. Mai 1740 an der Universität Leipzig immatrikuliert und erwarb sich dort am 25. Februar 1745 den Grad eines Magisters der Philosophie. Er konzentrierte sich im Anschluss auf ein Studium der Rechtswissenschaften, wurde am 8. Juli 1747 Bakkalaurus der Rechte und promovierte am 31. August desselben Jahres zum Lizentiaten und Doktor der Rechtswissenschaften. 
Der junge Doktor wurde alsbald kurfürstlicher Notar, fand jedoch an der juristischen Praxis wenig Gefallen und ging daher 1753 als Generalinspektor und Gymnasialprofessor der Rechte und Geschichte nach Danzig. Im Sommersemester 1763 wird er an die Universität Wittenberg berufen, wo er zuerst ordentlicher Professor der Institutionen war und schließlich 1782 in eine Professur des Kodex aufstieg. Daneben war er Beisitzer am Wittenberger Konsistorium, bekleidete in den  Sommersemestern 1767, 1775, 1781, das Rektorat der Wittenberger Akademie und verblieb auf seinem Lehrstuhl bis zu seinem Lebensende.

## Werkauswahl
- Dissertatio inauguralis iuridica de theoriae et praxis iuridicae discordia. (Resp. Martin Gottlieb Paul) Brockhaus, Leipzig 1747. (Digitalisat)
- Philosophische Untersuchungen vom Seyn und Wesen der Thiere. Leipzig 1741–44.